# Rambla di Montevideo

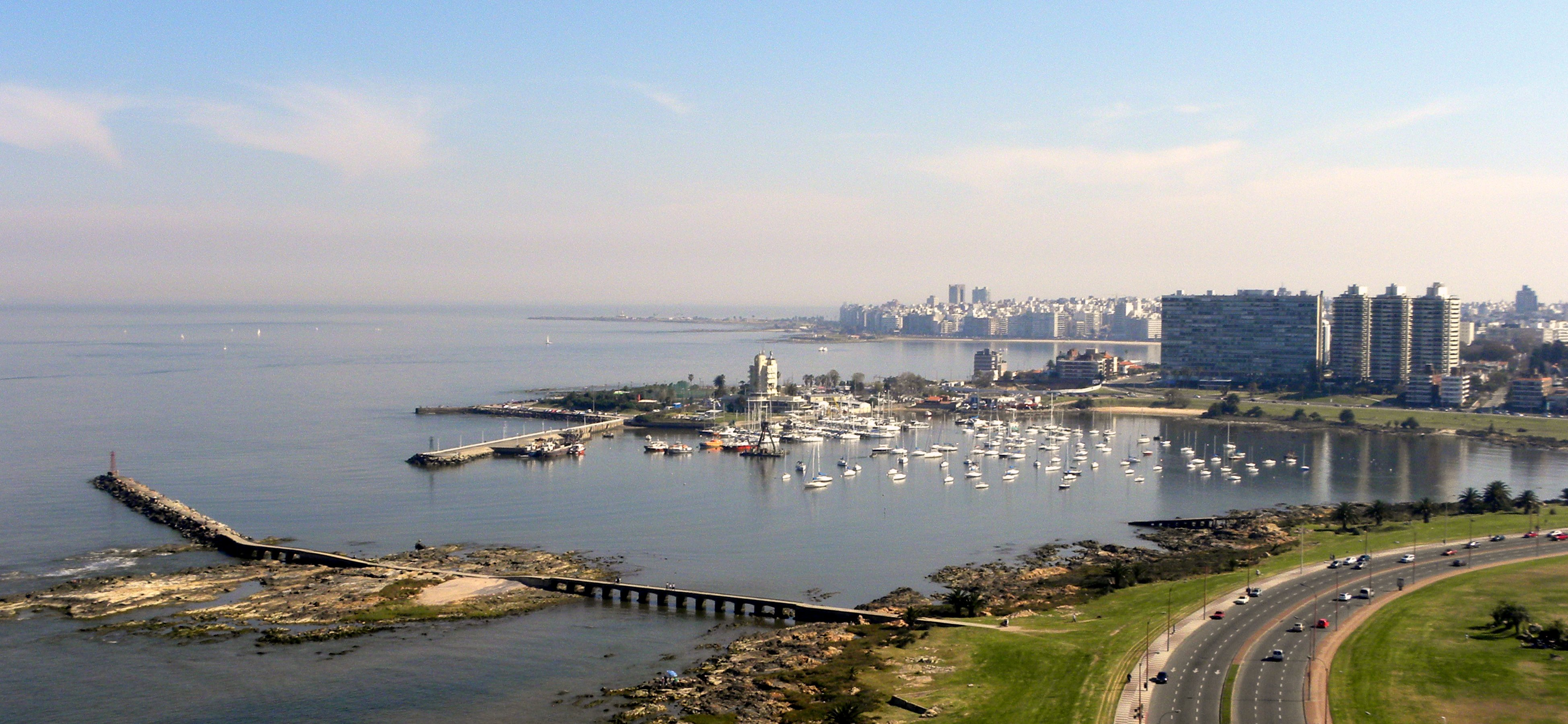
La costa di Montevideo e la Rambla all'altezza del Puerto del Buceo

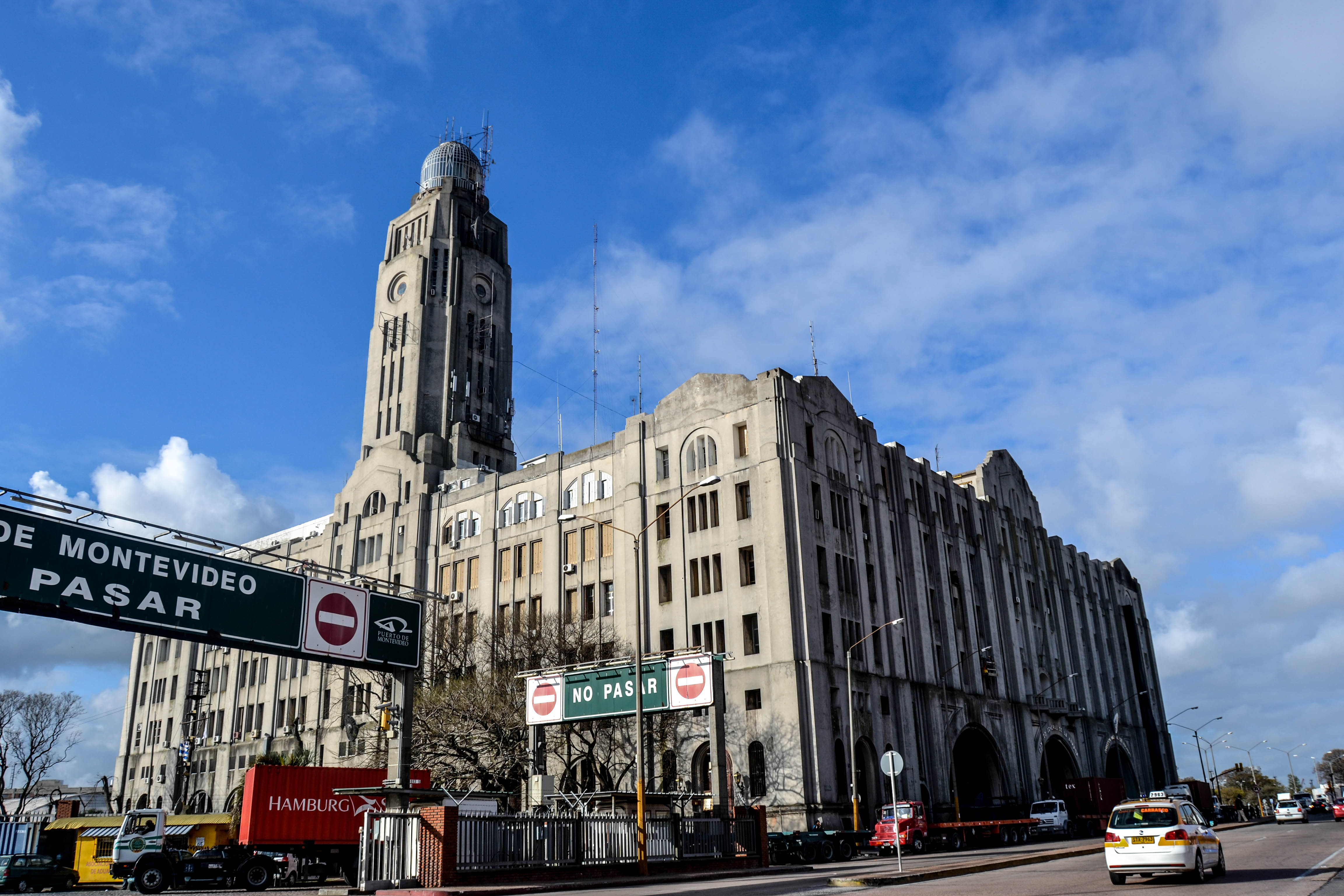
Rambla 25 de Agosto

La Rambla di Montevideo è il viale che percorre tutta la costa di Montevideo.
Con una lunghezza di oltre 22,2 chilometri ininterrotti (13,7 mi), la passeggiata corre lungo il Río de la Plata e continua lungo tutta la costa di Montevideo. Poiché tutti i dipartimenti del sud dell'Uruguay sono contrari al Río de la Plata o all'Oceano Atlantico, tutti hanno la ramblas. La Rambla è parte integrante dell'identità di Montevideo ed è stata proposta come sito del Patrimonio Mondiale.
Allo stesso tempo, costituisce un'importante rotta di traffico veicolare e una passerella per i pedoni. Confina con numerose spiagge, tra cui: Ramírez, Pocitos, Buceo, Malvín e Carrasco, tra gli altri. Queste sono in dettaglio da ovest a est le seguenti Rambla:
- Rambla Dr. Baltasar Brum
- Rambla Edison
- Rambla Sud America
- Rambla F.D.Roosevelt
- Rambla 25 de Agosto de 1825 con l'Edificio Yacaré
- Rambla Francia
- Rambla Gran Bretaña
- Rambla Sur
- Rambla República Helénica
- Rambla República Argentina
- Rambla Presidente Wilson
- Rambla Mahatma Gandhi
- Rambla República del Peru
- Rambla Presidente Charles De Gaulle
- Rambla Armenia
- Rambla República de Chile
- Rambla O'Higgins
- Rambla República de Mexico
- Rambla Tomas Berreta

## Galleria d'immagini

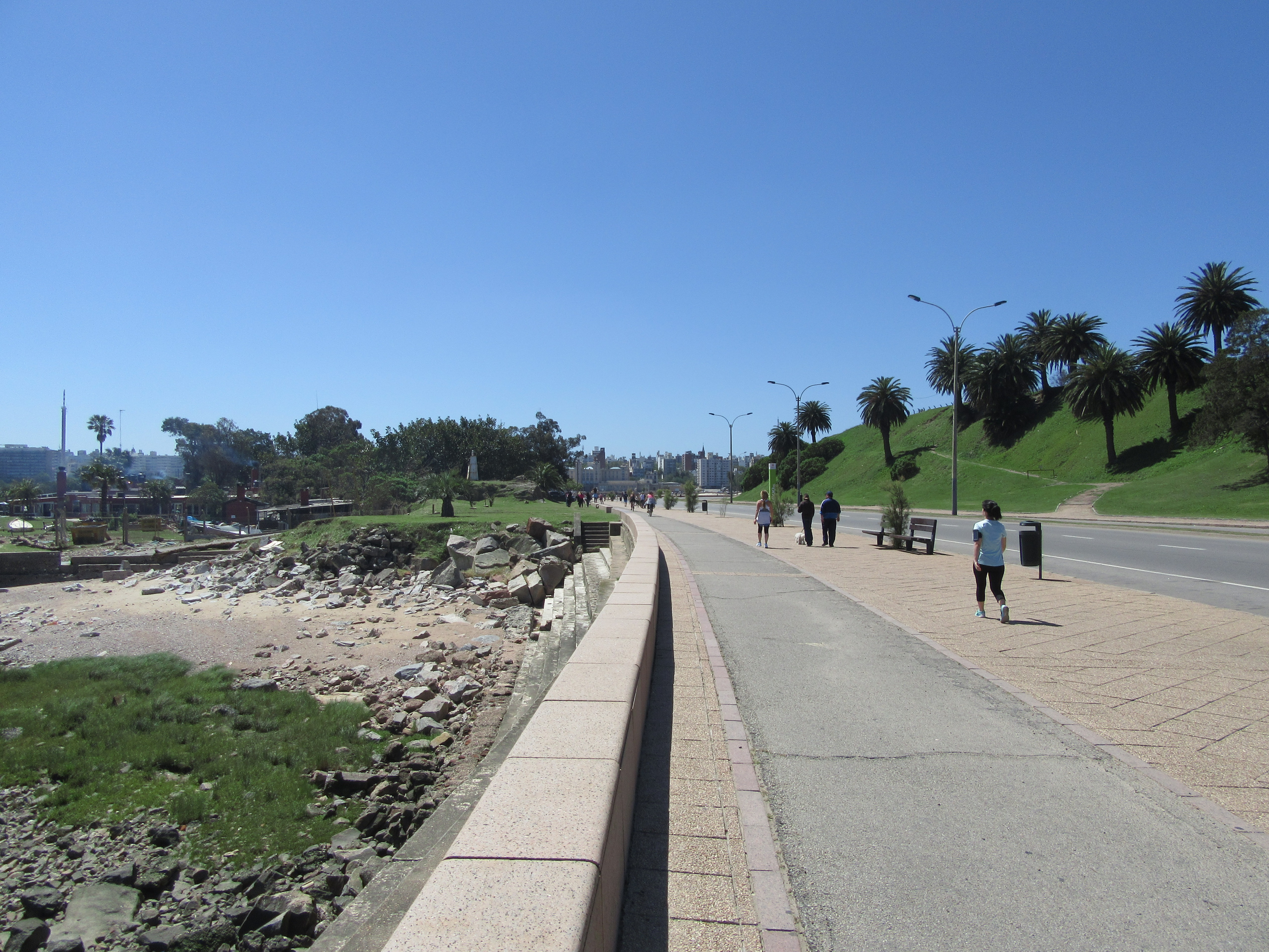
Rambla Wilson
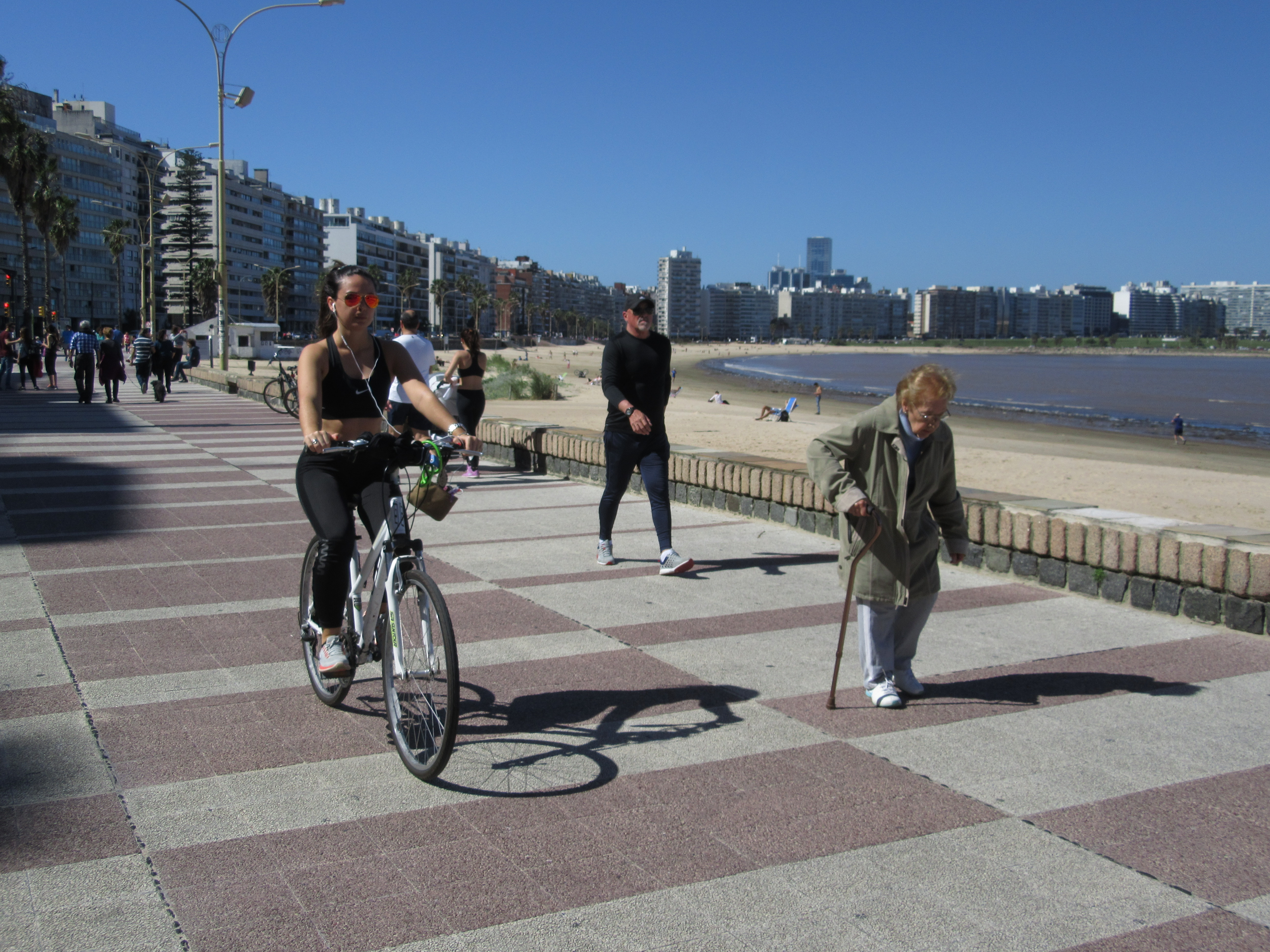
Rambla de Pocitos
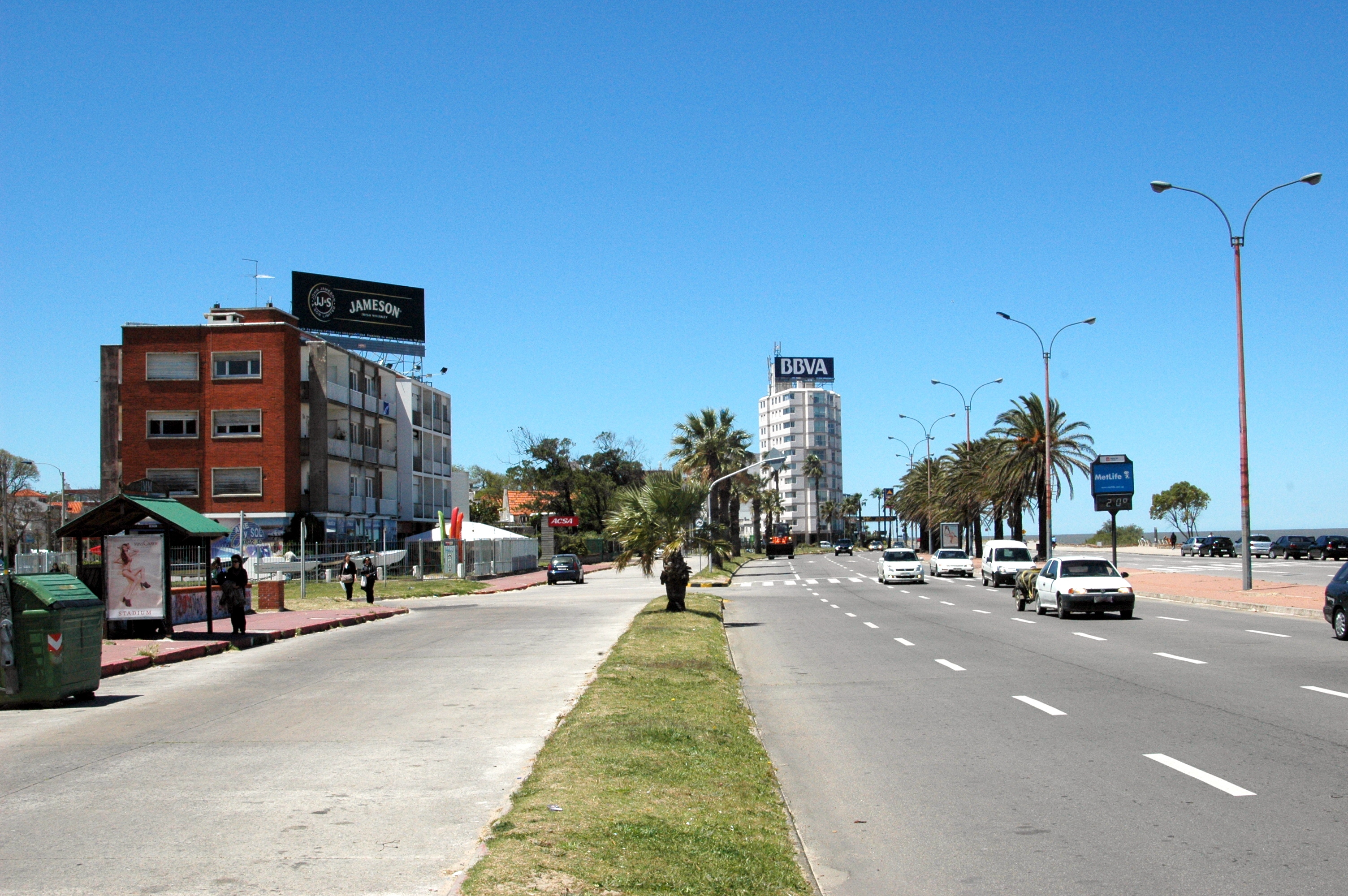
Rambla O'Higgins
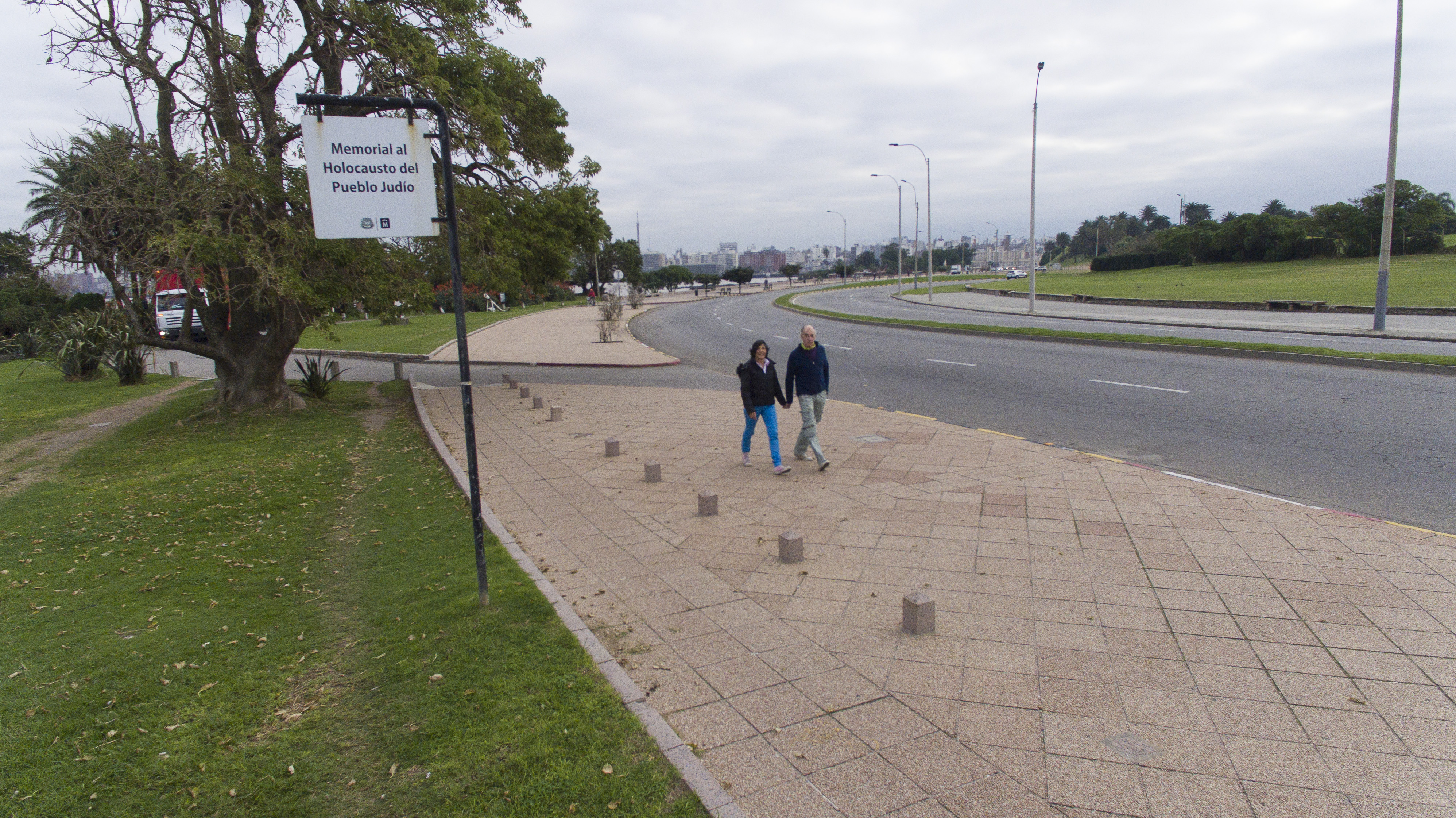
Memoriale dell'Olocausto del popolo ebraico